# Nacone

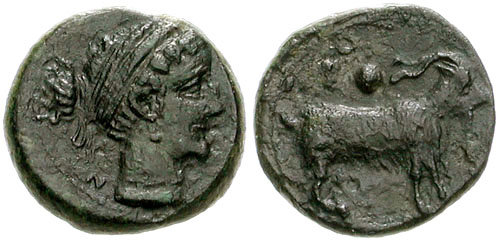
Moneda de Nacone del siglo V a. C.

Nacone o Nacona (en griego, Νακόνη) es el nombre de una antigua ciudad de Sicilia.
Se conserva un decreto grabado en una placa de bronce que se ha fechado hacia fines del siglo IV o en el siglo III a. C. en el que se establecen una serie de normas para la reconciliación de los ciudadanos de Nacone que previamente estaban enfrentados y asegurar la futura fraternidad entre los mismos. En el decreto figuran como intermediarios varios embajadores de la ciudad de Segesta.
Es también mencionada por Esteban de Bizancio, que recoge un fragmento de Filisto.
Se han hallado monedas de bronce de Nacone fechadas en el siglo V a. C. donde figura la inscripción «ΝΑΚΟΝΑΙΟΝ». Se desconoce la localización exacta que tenía la ciudad.